# Hudební cena Herberta von Karajana
Hudební cena Herberta von Karajana (německy: Herbert von Karajan Musikpreis) je německé hudební ocenění, udělované každoročně operním domem Festspielhaus Baden-Baden na počest známého rakouského dirigenta 20. století, Herberta von Karajana.
Cena byla založena v roce 2002. Její finanční ohodnocení je v současnosti 50.000 eur a oceněný musí tuhle částku použít na další kariérní rozvoj mladých hudebníků. Poprvé byla udělena v roce 2003 německé houslistce Anne-Sophie Mutter.

## Seznam oceněných
- 2003: Anne-Sophie Mutter
- 2004: Berlínští filharmonikové
- 2005: Jevgenij Igorjevič Kissin
- 2006: Valerij Gergijev
- 2007: John Neumeier
- 2008: Alfred Brendel
- 2009: Thomas Quasthoff
- 2010: Daniel Barenboim
- 2011: Helmuth Rilling
- 2012: Cecilia Bartoli
- 2013: Edita Gruberová
- 2014: Vídeňští filharmonikové
- 2015: Thomas Hengelbrock
- 2017: Daniil Trifonov
- 2018: Sol Gabetta
- 2019: Mariss Jansons
- 2020: Janine Jansenová
- 2021: Hilary Hahn
- 2022: Sächsische Staatskapelle Dresden
- 2023: Alexander Köpeczi, Michael Loehr, Oscar Jockel
- 2024: Lise Davidsen, Masabane Cecilia Rangwanasha, Eve-Maud Hubeaux